# Sandy Saddler
Joseph „Sandy” Saddler (ur. 23 czerwca 1926 w Bostonie, zm. 18 września 2001 w Nowym Jorku) – amerykański bokser, zawodowy mistrz świata w wadze piórkowej.
Miał nietypowe warunki jak na swoją kategorię wagową, ponieważ był wysoki (174 centymetry) i szczupły.
Rozpoczął karierę boksera zawodowego w 1944. Po wygraniu swej pierwszej walki w następnej przegrał przez techniczny nokaut w 3. rundzie z Jockiem Lesliem. Była to jego jedyna porażka przed czasem w całej karierze. Później systematycznie poprawiał swoją pozycję i w 1946 był notowany przez magazyn The Ring na 7. miejscu wśród najlepszych zawodników wagi piórkowej. W 1947 pokonał przyszłego mistrza wagi lekkiej Joe Browna oraz Orlando Zuluetę, zremisował z innym przyszłym mistrzem świata tek kategorii Jimmym Carterem i przegrał z Humberto Sierrą.
29 października 1948 w Madison Square Garden w Nowym Jorku zmierzył się w walce o tytuł mistrza świata wagi piórkowej z obrońcą pasa Williem Pepem. Saddler znokautował Pepa w 4. rundzie i został nowym mistrzem. W walce rewanżowej, która odbyła się w tej samej hali 11 lutego 1949, Pep wygrał jednogłośnie na punkty. Spotkanie to zostało uznane za walkę roku przez magazyn The Ring. Saddler wygrał potem dwanaście kolejnych walk, w tym z byłym mistrzem świata w wadze koguciej Haroldem Dade i przyszłym mistrzem w wadze lekkiej Paddym DeMarco. 6 grudnia 1949 w Cleveland zdobył wakujący tytuł mistrza świata wagi junior lekkiej federacji NBA po wygranej na punkty z Orlando Zuluetą. Obronił ten tytuł 18 kwietnia 1950 w Cleveland wygrywając przez techniczny nokaut w 9. rundzie z Lauro Salasem. 8 września tego roku w Nowym Jorku Saddler odzyskał tytuł mistrza świata wagi piórkowej, wygrywając z Williem Pepem przez poddanie w 8. rundzie. Po tej walce NBA zaprzestała uznawania tytułu mistrzowskiego w wadze junior lekkiej aż do przywrócenia tej kategorii w 1959 (Saddler obronił mistrzostwo w tej kategorii uznawane przez stan Ohio 28 lutego 1951 w Hawanie po znokautowaniu Diego Sosy).
W 1951 Saddler pokonał m.in. Lauro Salasa i przegrał z Paddym DeMarco w towarzyskich walkach, a 26 września tego roku w Nowym Jorku zmierzył się po raz czwarty z Pepem. Walka była bardzo brutalna. Pep poddał ją w 9. rundzie, gdyż nie widział przez zapuchnięte oczy. Saddler przegrał następnie trzy z czterech kolejnych walk (w tym ponownie z DeMarco), a od 1952 do 1954 służył w wojsku zachowując tytuł mistrza świata. W 1954 m.in. pokonał w towarzyskiej walce Raya Famechona a 15 lutego 1955 w Nowym Jorku w walce o tytuł Teddy'ego Davisa. 20 lipca tego roku w Manili przegrał w towarzyskiej walce z przyszłym mistrzem świata Flashem Elorde, którego pokonał w obronie tytułu 18 stycznia 1956 w Daly City przez techniczny nokaut w 13. rundzie. Stoczył później jeszcze dwie walki i w styczniu 1957 wycofał się jako mistrz świata z powodu kontuzji oka odniesionej w wypadku samochodowym. Stoczył w sumie 162 walki, z których wygrał 144, w tym 103 przed czasem.
Został wybrany w 1990 do Międzynarodowej Bokserskiej Galerii Sławy. Zmarł w 2001, cierpiąc wcześniej na chorobę Alzheimera.